# نظریه اشکال
نظریه مُثُل یا نظریه ایده‌ها، برهان افلاطون است بر اینکه مثل (یا ایده‌های) غیرفیزیکی (اما مادی)، نمودار درست‌ترین واقعیت هستند. افلاطون تنها از زبان شخصیت‌های دیالوگ‌هایش (عمدتاً سقراط) از این حقایق سخن می‌گوید؛ شخصیت‌هایی که برخی مواقع می‌گویند که این مثل تنها اموری هستند که می‌توانند «دانش» را فراهم کنند؛ بدین ترتیب، جدا از نظریات بسیار بحث‌انگیز در این باره، دیدگاه‌های خود افلاطون نیز پر از شک و تردید است. با این حال، این نظریه، راه حلی کلاسیک برای حل مسئله کلیات (الل) است.
مُثُل جمع مثال به معنی فرم‌ها یا شکل‌ها (اشکال) به کار می‌رود. این واژه به معنی شکل (به انگلیسی: Shape) یا نمود (ظاهر) (به انگلیسی: Appearance) مورد استفاده قرار می‌گیرد. سؤالی که دربارهٔ نمود یا ظاهر می‌آید اینست که فرم یا مُثُل واقعی چیست و چگونگی ارتباطش با ماده چیست؟ بدین ترتیب تئوری ماده و فرم که با نام امروزی هایلومورفیسم زاده می‌شود.
نظریهٔ مُثُل را بی‌تردید می‌توان نقطهٔ ثقل و اتکای فلسفهٔ افلاطون دانست که کل منظومهٔ فکری وی، اعم از هستی‌شناسی، معرفت‌شناسی، منطق، اخلاق، سیاست و حتی هنر بر مدار آن می‌چرخد.
مثال ساده از نظریه مثل این است که هیچ دو اسبی در جهان دقیقا مثل هم نیستند ولی در ذهن هر کس ، یک اسب، شکل و فرم خاصی دارد که به شکل انتزاعی در فکر او وجود دارد. برای همین شخص هر اسب دیگری در هر کجای دنیا که ببیند باز به این نتیجه می رسد که آن حیوان ، اسب است و نه موجودی دیگر.